# De l'amitié (Matteo Ricci)

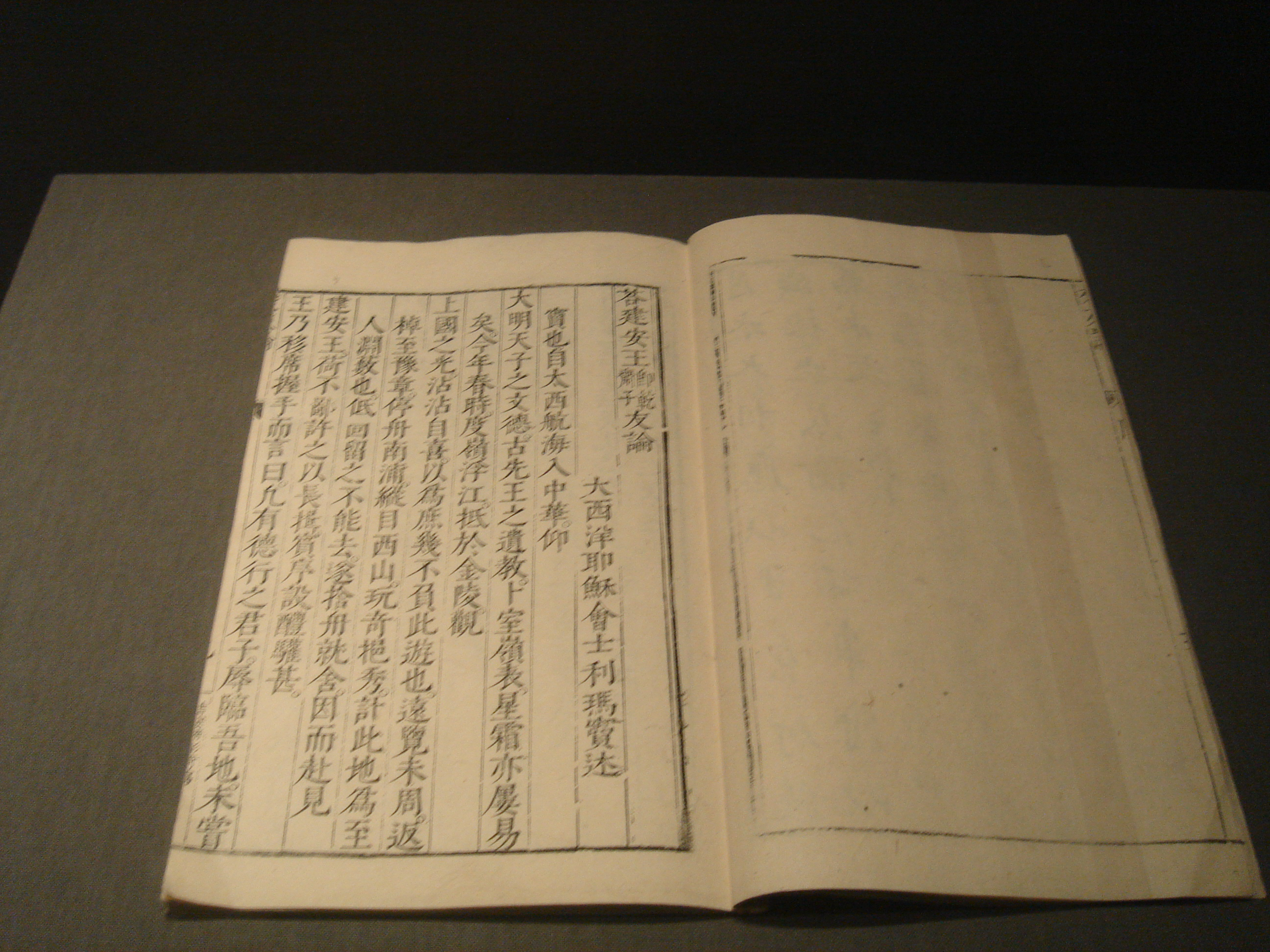
Première(?) page du traité de l'amitié

De l’amitié (ou Traité de l’amitié) est une œuvre de Matteo Ricci, écrite en chinois en 1595. Premier écrit chinois du sinologue et missionnaire jésuite, le traité est également le tout premier livre écrit en chinois par un Européen. Le traité fut copié, imprimé, traduit et réimprimé de très nombreuses fois, jusqu’en ce XXIe siècle.

## Origine
Matteo Ricci explique ainsi l’origine de ce petit opuscule : « Le prince de Kienan [Prince Zhu Duojie] me fit asseoir comme un hôte de marque, m’offrit du vin doux et avec un grand geste de respect des deux mains me dit : ‘Lorsqu’un homme de qualité et grande vertu visite mon pays je l’invite chez moi et le traite avec honneur, comme un ami. L’Extrême-Occident est le pays de la perfection et de la raison. Je voudrais connaître ce que l’on y dit à propos de l’amitié’. Je me retirai et composai un court traité de l’amitié avec tout ce que j’avais entendu depuis mon enfance. Je le lui offris avec respect »

## Contenu
Pour composer son traité Ricci, qui avait une excellente mémoire, rassemble dictons et sentences des grands philosophes grec et latins, de l’antiquité et de l’ère chrétienne, avec également des citations de pères de l'Église, n’hésitant pas à en modifier le texte s’il était besoin de les adapter à la sensibilité d’hommes de lettres chinois. 
Parmi les auteurs cités, se trouvent Horace (‘mon ami n’est rien d’autre que la moitié de moi-même et je dois le traiter comme moi-même’), Aristote (‘un monde sans amitié serait un monde sans joie’), Plutarque, Sénèque, Cicéron (‘le monde sans amitié serait comme le ciel sans soleil’), Quintilien (‘Si je vis en permanence dans la prospérité sans jamais connaître le malheur, comment pourrais-je reconnaître l’ami vrai du faux ?’), Saint Augustin (‘Celui auquel je peux ouvrir complètement mon cœur devient un ami très intime’), Saint Ambroise et d’autres.

## Importance
Bon connaisseur de la sagesse et philosophie confucéenne, Ricci est conscient de ce que, d’après le Grand Sage chinois, le rapport ami-ami est une des cinq relations de base fondant l’harmonie sociale, avec la relation mari-femme, souverain-sujet, père-fils et ainé-puiné. 
L’opuscule restant populaire, Ricci en compose une seconde version plus longue, comprenant une centaine de maximes. Elle a autant de succès que la première. Plus d’un siècle après sa mort, en 1736, durant le règne de Qianlong, le Traité de l’amitié est repris dans la collection des livres les plus significatifs publiés en Chine, de même d’ailleurs que le Traité élémentaire de géométrie et d’autres œuvres de Matteo Ricci.  